# Rödalger
Rödalger (Rhodophyta), är en grupp av vattenlevande alger, de flesta levande i saltvatten, gärna djupt vatten, en del i sötvatten. Vissa arter är encelliga, men de allra flesta är större makroalger. Vissa arter är parasiter. Inga rödalger lever på land, inte ens som symbionter.
Till det yttre liknar rödalgerna växter, men deras placering i eukaryoternas släktskapsträd är inte slutgiltigt fastställd. Mycket data stödjer dock en placering inom ett utvidgat växtrike Plantae, även kallat Archaeplastida.
Idag finns det ca 6 000 kända vattenlevande arter som tillhör gruppen rödalger. Rödalgerna utnyttjar liksom brunalgerna andra färgämnen än enbart klorofyll för att utvinna energi ur solljuset. Ämnen som rödalger utnyttjar heter fykoerytrin, fykocyanin och allofykocyanin och det är dessa som ger de den unika egenskapen att överleva djupare än de andra alggrupperna. I svenska vatten kan de förekomma i upp till 40 meters djup medan de i varmare vatten finns på upp till 80 meters djup och även i visa fall ända ned till 268 m. Rödalger är de rikligast förekommande av stora alger i varma kustvatten i tropiska hav. De flesta är marina arter men det finns ett fåtal terrestra och sötvattenslevande arter. Rödalgen Bangiomorpha pubescens levde redan under Prekambrium (1,2 Ga).

## Biokemi
Hos rödalgerna lagras näring som florideansk stärkelse, en typ av stärkelse som uppvisar likheter med glykogen. Den florideanska stärkelsen lagras i cytoplasman. I cellväggens inre del finns cellulosa eller någon annan fast polysackarid. I den yttre delen finns slemliknande agar eller karragenan. Dessa komponenter hjälper rödalgerna att göra sig av med epifyter och parasiter. Både agar och karragenan utvinns industriellt, för att användas i till exempel puddingar och mejeriprodukter.
Biokemiskt uppvisar rödalgerna vissa likheter med cyanobakterierna, vilket kan förklaras av att rödalgernas kloroplaster härrör från cyanobakterier som tagits upp genom primär endosymbios. Mest utmärkande är närvaron av fykobilisomer, vilka består av protein plus fykobiliner (oftast fykoerytrin och fykocyanin).
Vissa rödalger avsätter kalciumkarbonat. En familj, Corallinaceae, är välkänd för att bilda hårda s.k. korallalger, vilka utgör en viktig komponent i många korallrev.

## Systematik och fylogeni

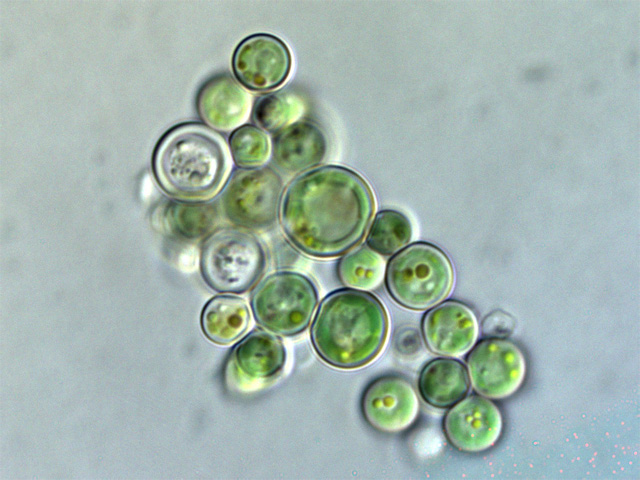
Cyadinium i ordningen Cyanidiales.

Rödalgerna räknades historiskt till växtriket men flyttades av Copeland till riket Protista 1938. Sedan dess har olika systematiker varierande fört rödalgerna till Protista (Protoctista) eller Plantae. Rödalgerna sågs länge som tidigt divergerande ("primitiva") eukaryoter, bl.a. på grund av avsaknaden av centrioler och flageller. Idag stödjer mycket molekylärbiologiska data att rödalgerna är nära släkt med de gröna växterna och glaukofyterna och de tre grupperna placeras numera tillsammans i Plantae (alternativt benämnt Archaeplastida).

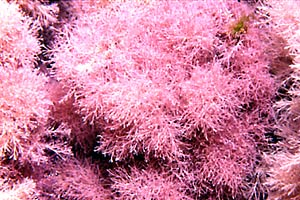
Jania rubens, i klassen Florideophyceae.

Sedan början på 1900-talet räknas rödalgerna som divisionen Rhodophyta. Rödalgerna ansågs länge vara delade på två grupper: klasserna Bangiophyceae och Florideophyceae (alternativt benämnda underklasser: Bangiophycideae resp. Florideophycidae). Historiskt har dock klassifikationen skett utan hänsyn till fylogenin. DNA-studier har senare visat att den traditionella klassen Bangiophyceae (ibland omskrivet som Bangiophycideae) består av flera av de mest basala utvecklingslinjerna, d.v.s. att (under)klassen är parafyletisk.

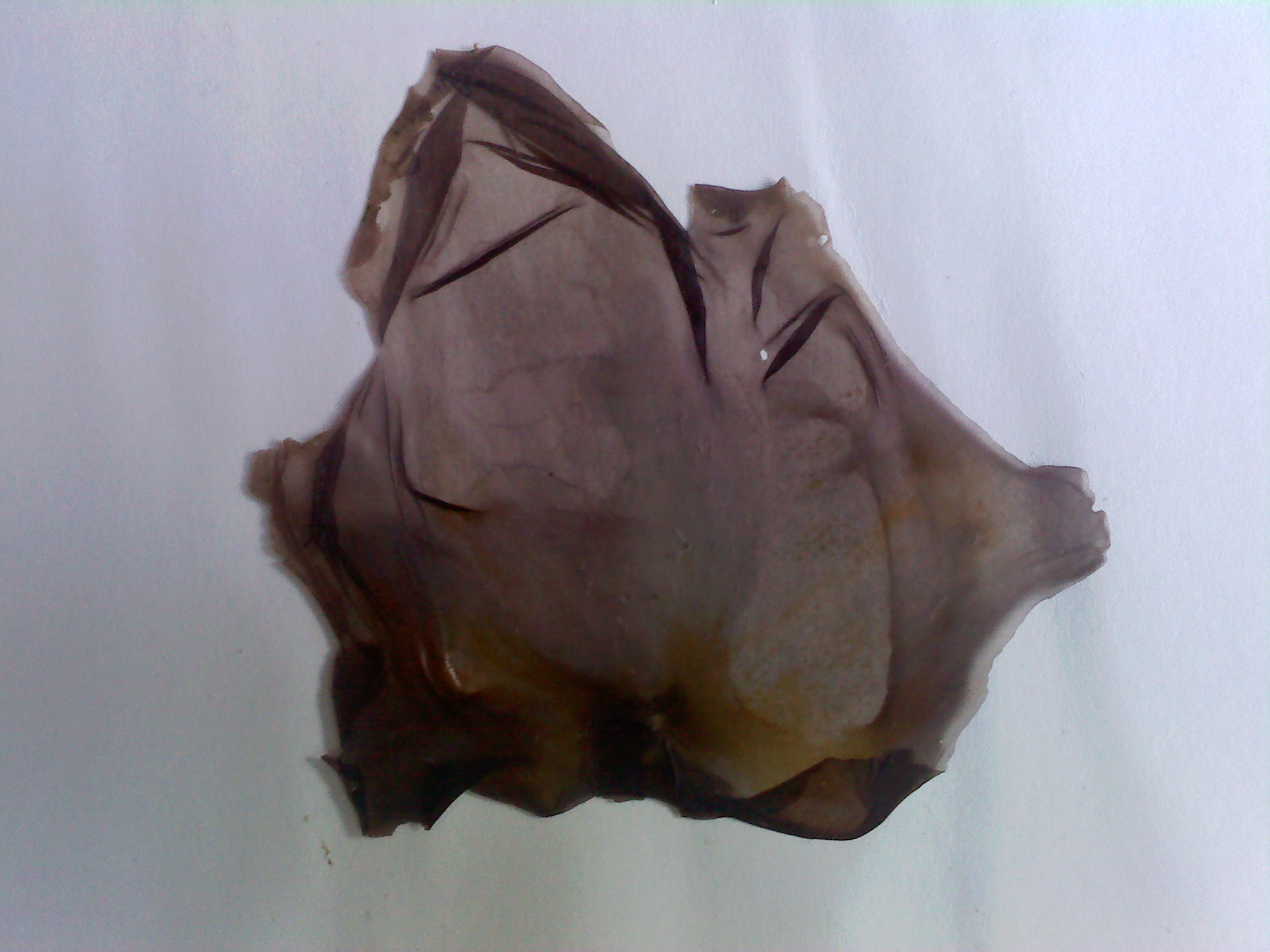
Porphyra umbilicalis, i klassen Bangiophyceae.

Ordningen Cyanidiales har pekats ut som de mest basala rödalgerna och kan således anses bilda klassen Cyanidiophyceae. Dessa är encelliga och lever i extrema miljöer.
Klassen Bangiophyceae har två heteromorfa generationer. Klassen innehåller till exempel Porphyra och purpurtråd (Bangia sp.).
Flertalet välkända rödalger tillhör emellertid klassen Florideophyceae, som har en mer komplex livscykel (se nedan). Exempel på medlemmar är  karragentång (Chondrus crispus), Rödris (Rhodomela confervoides), Slick (Polysiphonia spp.) och Hildenbrandia rubra. Den sistnämnda kallas på svenska Havsstenshinna då den kan täckta stanar och färga dem röda. Den närstående Bäckstenshinnan (Hildenbrandia rubra) växer i sötvatten.
Nedanstående kladogram visar rödalgernas troliga inbördes släktskap. Cyanidiophycae skiljdes från övriga rödalger för 1370 miljoner år sedan.
|  | Rhodellophyceae                                                   |
|  |                                                                   |
|  | \| \| Bangiophyceae \| \| \| \| \| \| Florideophyceae \| \| \| \| |
|  |                                                                   |
|  | Bangiophyceae                                                     |
|  |                                                                   |
|  | Florideophyceae                                                   |
|  |                                                                   |

|  | Bangiophyceae   |
|  |                 |
|  | Florideophyceae |
|  |                 |

|  | Rhodellophyceae                                                   |
|  |                                                                   |
|  | \| \| Bangiophyceae \| \| \| \| \| \| Florideophyceae \| \| \| \| |
|  |                                                                   |
|  | Bangiophyceae                                                     |
|  |                                                                   |
|  | Florideophyceae                                                   |
|  |                                                                   |

|  | Bangiophyceae   |
|  |                 |
|  | Florideophyceae |
|  |                 |

|  | Rhodellophyceae                                                   |
|  |                                                                   |
|  | \| \| Bangiophyceae \| \| \| \| \| \| Florideophyceae \| \| \| \| |
|  |                                                                   |
|  | Bangiophyceae                                                     |
|  |                                                                   |
|  | Florideophyceae                                                   |
|  |                                                                   |

|  | Bangiophyceae   |
|  |                 |
|  | Florideophyceae |
|  |                 |

|  | Rhodellophyceae                                                   |
|  |                                                                   |
|  | \| \| Bangiophyceae \| \| \| \| \| \| Florideophyceae \| \| \| \| |
|  |                                                                   |
|  | Bangiophyceae                                                     |
|  |                                                                   |
|  | Florideophyceae                                                   |
|  |                                                                   |

|  | Bangiophyceae   |
|  |                 |
|  | Florideophyceae |
|  |                 |

|  | Rhodellophyceae                                                   |
|  |                                                                   |
|  | \| \| Bangiophyceae \| \| \| \| \| \| Florideophyceae \| \| \| \| |
|  |                                                                   |
|  | Bangiophyceae                                                     |
|  |                                                                   |
|  | Florideophyceae                                                   |
|  |                                                                   |

|  | Bangiophyceae   |
|  |                 |
|  | Florideophyceae |
|  |                 |

|  | Rhodellophyceae                                                   |
|  |                                                                   |
|  | \| \| Bangiophyceae \| \| \| \| \| \| Florideophyceae \| \| \| \| |
|  |                                                                   |
|  | Bangiophyceae                                                     |
|  |                                                                   |
|  | Florideophyceae                                                   |
|  |                                                                   |

|  | Bangiophyceae   |
|  |                 |
|  | Florideophyceae |
|  |                 |

|  | Rhodellophyceae                                                   |
|  |                                                                   |
|  | \| \| Bangiophyceae \| \| \| \| \| \| Florideophyceae \| \| \| \| |
|  |                                                                   |
|  | Bangiophyceae                                                     |
|  |                                                                   |
|  | Florideophyceae                                                   |
|  |                                                                   |

|  | Bangiophyceae   |
|  |                 |
|  | Florideophyceae |
|  |                 |

|  | Rhodellophyceae                                                   |
|  |                                                                   |
|  | \| \| Bangiophyceae \| \| \| \| \| \| Florideophyceae \| \| \| \| |
|  |                                                                   |
|  | Bangiophyceae                                                     |
|  |                                                                   |
|  | Florideophyceae                                                   |
|  |                                                                   |

|  | Bangiophyceae   |
|  |                 |
|  | Florideophyceae |
|  |                 |

|  | Rhodellophyceae                                                   |
|  |                                                                   |
|  | \| \| Bangiophyceae \| \| \| \| \| \| Florideophyceae \| \| \| \| |
|  |                                                                   |
|  | Bangiophyceae                                                     |
|  |                                                                   |
|  | Florideophyceae                                                   |
|  |                                                                   |

|  | Bangiophyceae   |
|  |                 |
|  | Florideophyceae |
|  |                 |

|  | Rhodellophyceae                                                   |
|  |                                                                   |
|  | \| \| Bangiophyceae \| \| \| \| \| \| Florideophyceae \| \| \| \| |
|  |                                                                   |
|  | Bangiophyceae                                                     |
|  |                                                                   |
|  | Florideophyceae                                                   |
|  |                                                                   |

|  | Bangiophyceae   |
|  |                 |
|  | Florideophyceae |
|  |                 |

|  | Rhodellophyceae                                                   |
|  |                                                                   |
|  | \| \| Bangiophyceae \| \| \| \| \| \| Florideophyceae \| \| \| \| |
|  |                                                                   |
|  | Bangiophyceae                                                     |
|  |                                                                   |
|  | Florideophyceae                                                   |
|  |                                                                   |

|  | Bangiophyceae   |
|  |                 |
|  | Florideophyceae |
|  |                 |

|  | Rhodellophyceae                                                   |
|  |                                                                   |
|  | \| \| Bangiophyceae \| \| \| \| \| \| Florideophyceae \| \| \| \| |
|  |                                                                   |
|  | Bangiophyceae                                                     |
|  |                                                                   |
|  | Florideophyceae                                                   |
|  |                                                                   |

|  | Bangiophyceae   |
|  |                 |
|  | Florideophyceae |
|  |                 |

|  | Rhodellophyceae                                                   |
|  |                                                                   |
|  | \| \| Bangiophyceae \| \| \| \| \| \| Florideophyceae \| \| \| \| |
|  |                                                                   |
|  | Bangiophyceae                                                     |
|  |                                                                   |
|  | Florideophyceae                                                   |
|  |                                                                   |

|  | Bangiophyceae   |
|  |                 |
|  | Florideophyceae |
|  |                 |

|  | Rhodellophyceae                                                   |
|  |                                                                   |
|  | \| \| Bangiophyceae \| \| \| \| \| \| Florideophyceae \| \| \| \| |
|  |                                                                   |
|  | Bangiophyceae                                                     |
|  |                                                                   |
|  | Florideophyceae                                                   |
|  |                                                                   |

|  | Bangiophyceae   |
|  |                 |
|  | Florideophyceae |
|  |                 |

|  | Rhodellophyceae                                                   |
|  |                                                                   |
|  | \| \| Bangiophyceae \| \| \| \| \| \| Florideophyceae \| \| \| \| |
|  |                                                                   |
|  | Bangiophyceae                                                     |
|  |                                                                   |
|  | Florideophyceae                                                   |
|  |                                                                   |

|  | Bangiophyceae   |
|  |                 |
|  | Florideophyceae |
|  |                 |

|  | Rhodellophyceae                                                   |
|  |                                                                   |
|  | \| \| Bangiophyceae \| \| \| \| \| \| Florideophyceae \| \| \| \| |
|  |                                                                   |
|  | Bangiophyceae                                                     |
|  |                                                                   |
|  | Florideophyceae                                                   |
|  |                                                                   |

|  | Bangiophyceae   |
|  |                 |
|  | Florideophyceae |
|  |                 |

## Livscykel

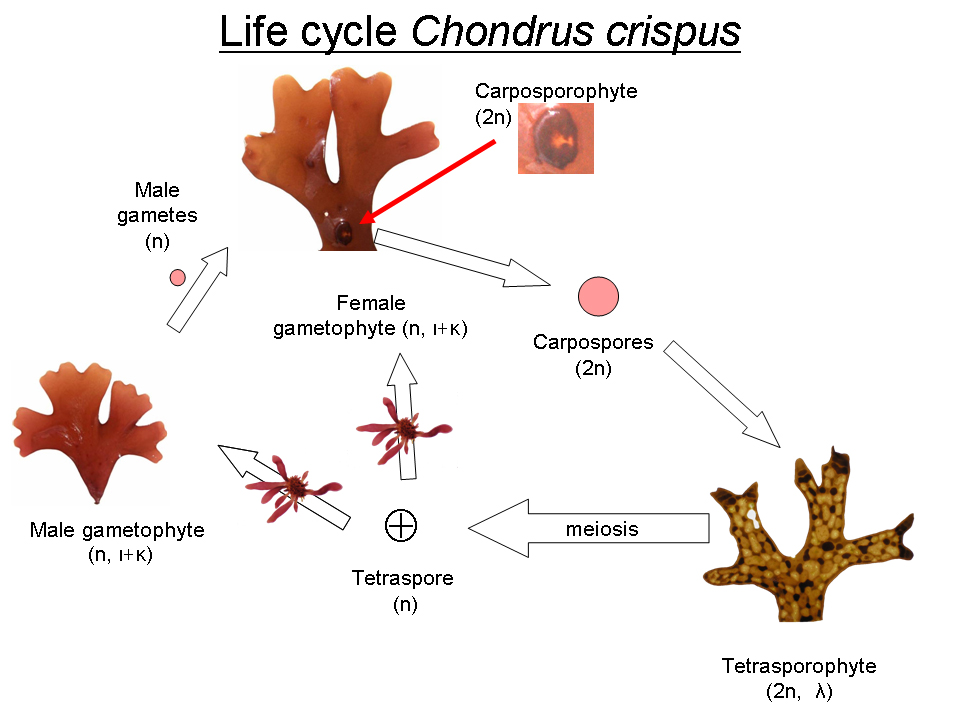
Livscykeln hos en rödalg. Notera frånvaron av rörligt stadium och den extra generationen karposporofyt.

Många mer avancerade rödalger (klassen Florideophyceae) har en komplicerad livscykel, som involverar en haploid gametofytgenaration och två diploida sporofytgenerationer (se figur). Efter att haploida (n), gissellösa hangameter (spermatier) befruktat ägget (n) i honplantans oogon bildas den befruktade äggcellen, zygoten (2n). 
Fastsittande hos moderplantan bildar sedan zygoten en liten diploid sporofyt, vilken kallas karposporofyten. Karposporocyten är i allmänhet ganska oansenlig. Denna bildar sedan karposporer, vilka även dessa är diploida (2n). 
Dessa diploida karposporer kan sedan gro till självständiga, frilevande, storvuxna, diploida (2n) tetrasporofyter. Hos många rödalger, såsom Polysiphonia, är tetrasporofyterna isomorfa med gametofyterna, d.v.s. har samma övergripande utseende. 
Hos tetrasporofyten sker därefter reduktionsdelningen (meiosen) där haploida tetrasporer bildas. Dessa gror sedan till nya haploida han- och hongametofyter.
Till skillnad från andra alggrupper har rödalgerna inga stadier med flageller (gissel) i sin livscykel och är således beroende av vattenströmmar för att sprida gameterna. Hangametofytens gameter (n) kallas ’’spermatier’’. Den avancerade livscykeln med en ”extra” diploid (2n) generation kan därför ses som en evolutionär anpassning till ett liv helt utan mobilitet.

## Galleri

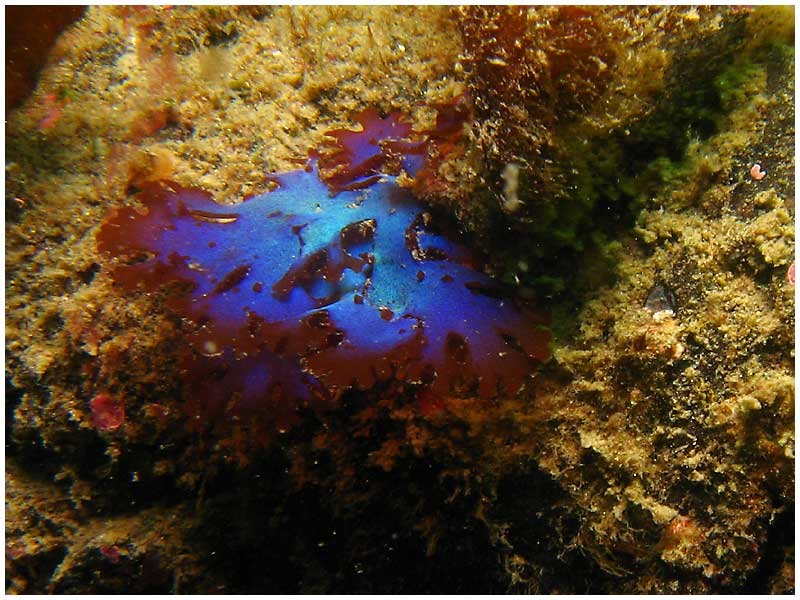
Fauchea laciniata
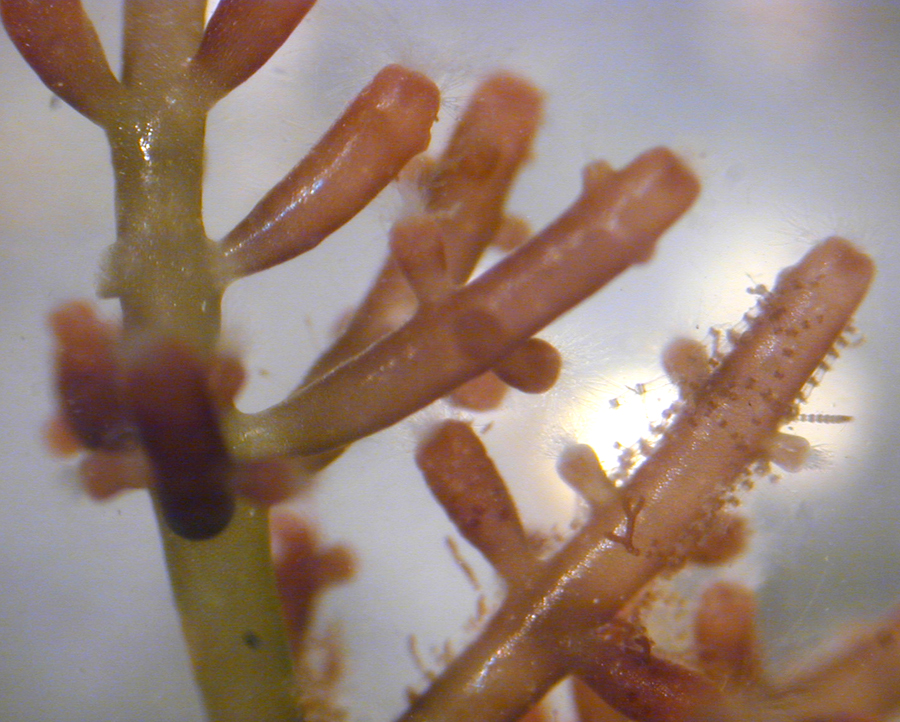
Laurencia
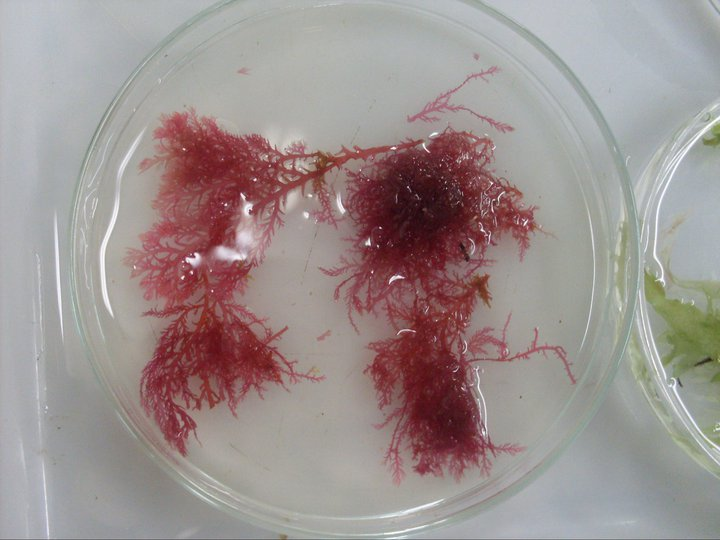
Ptilothamnion
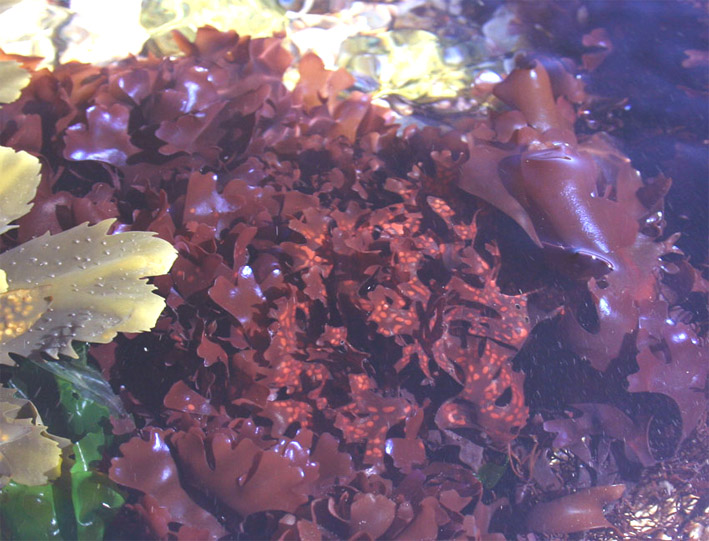
Chondrus crispus (karragentång)
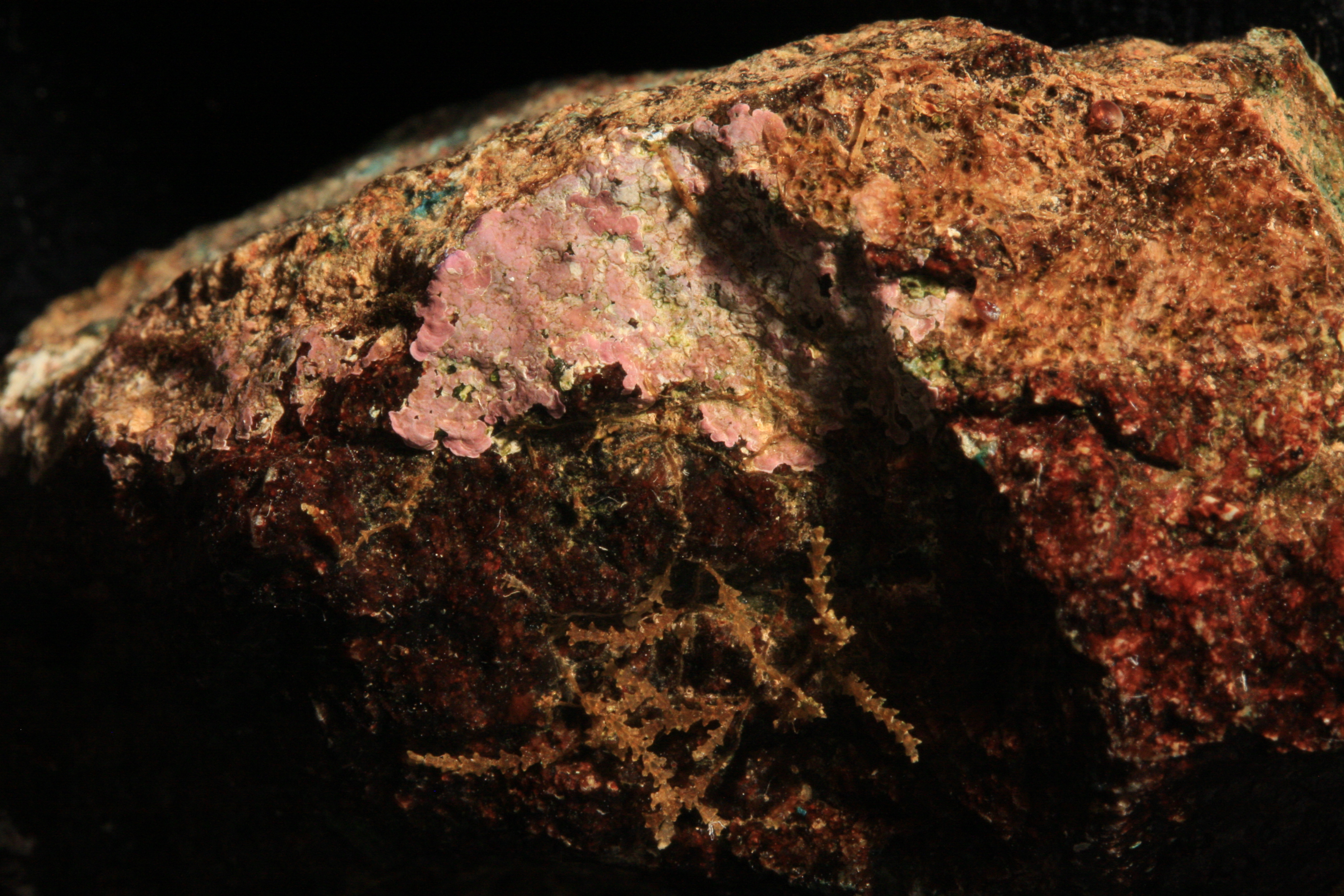
Hildenbrandia
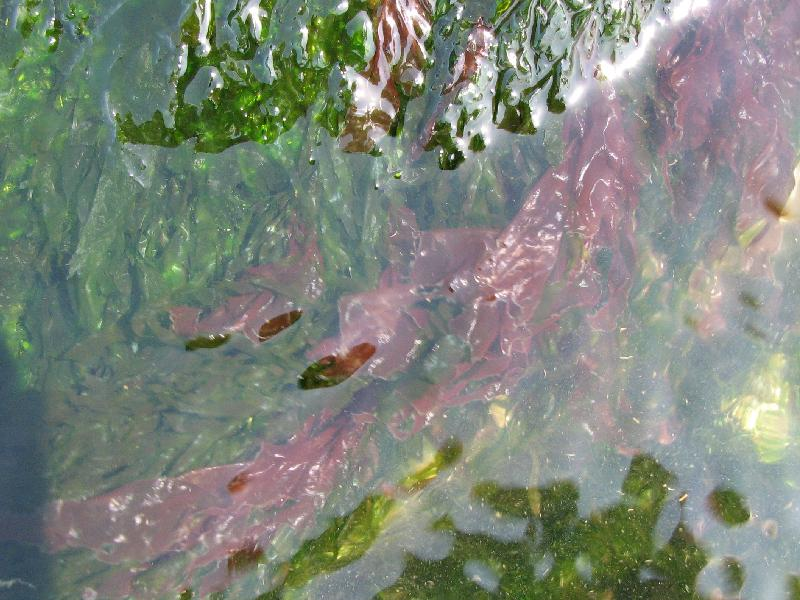
Porphyra yezoensis